# Base aérienne de Palmachim
La base aérienne de Palmachim est une base de lancement de la Force aérienne et spatiale israélienne située a proximite du kibboutz Palmachim, au sud-ouest de Tel Aviv à proximité de la ville de Rishon LeZion, limitrophe de Yavné. Elle est utilisée depuis le 19 septembre 1988 comme centre de lancement des fusées Shavit.
La base héberge également plusieurs escadrons d'hélicoptères (Bell AH-1 Cobra) et de drones (notamment des Hermes 450 et des Heron TP) de la Force aérienne et spatiale israélienne ainsi qu'une batterie de missiles Arrow. L'unité Shaldag des forces spéciales de l'armée de l'air israélienne y est basée. 

## Lancements
| Lanceur  | Date de lancement | Charge utile | Résultat                                        |
| -------- | ----------------- | ------------ | ----------------------------------------------- |
| Shavit   | 19 septembre 1988 | Ofeq 1       | Succès, charge expérimentale                    |
| Shavit   | 3 avril 1990      | Ofeq 2       | Succès, charge expérimentale                    |
| Shavit   | 15 septembre 1994 | Ofeq ?       | Échec                                           |
| Shavit-1 | 5 avril 1995      | Ofeq 3       | Succès, première satellite israélien en orbite  |
| Shavit-1 | 22 janvier 1998   | Ofeq 4       | Échec                                           |
| Shavit-1 | 28 mai 2002       | Ofeq 5       | Succès, second satellite israélien en orbite    |
| Shavit-1 | 6 septembre 2004  | Ofeq 6       | Échec                                           |
| Shavit-2 | 11 juin 2007      | Ofeq 7       | Succès, troisième satellite israélien en orbite |
| Shavit-2 | 22 avril 2010     | Ofeq 9       | Succès                                          |
| Shavit-2 | 9 avril 2014      | Ofeq 10      | Succès                                          |

Le 17 janvier 2008, Israël teste un missile Jéricho III susceptible de transporter des « armes conventionnelles ou non conventionnelles. »
Le 2 novembre 2011 a lieu un autre essai balistique qui serait une version améliorée du Jericho III, visible dans le ciel jusqu'au centre du pays.